# Cinda Williams Chima
Cinda Williams Chima (ur. 1952) – amerykańska pisarka powieści young adult w gatunku fantasy. Jej książki znalazły się na listach bestsellerów New York Timesa. Jest najbardziej znana z serii Kroniki Dziedziców, Siedem królestw oraz Starcie królestw.
Jej seria young adult fantasy, Kroniki Dziedziców, została po raz pierwszy wydana w latach 2006-2008 przez wydawnictwo Hyperion Books z kolejnymi częściami, które ukazały się w 2013 i 2014. W latach 2009–2012 wydawana była jej seria high fantasy, Siedem królestw. Od 2016 autorka tworzy Starcie królestw, czyli historię, której akcja toczy się w tym samym świecie co poprzednia seria.

## Życiorys
Urodziła się w Springfield w Ohio w 1952. Zaczęła pisać w szkole średniej, nim studia zabrały jej wiele czasu. Ma bliźniaczkę o imieniu Linda. Ukończyła University of Akron w 1975 roku, zdobywając licencjat w dziedzinie filozofii. W 1984 zdobyła tytuł magistra w Case Western Reserve University.

## Kariera
Zanim została powieściopisarką, Chima była dietetykiem klinicznym i pełniła szereg funkcji związanych z zarządzaniem klinicznym i kierowniczymi w Cleveland Clinic i The MetroHealth System w Cleveland, gdzie kierowała Clinical Nutrition Department. Chima był także niezależnym współpracownikiem dziennika The Plain Dealer (Cleveland, Ohio) oraz innych lokalnych i regionalnych mediów,  w swoich tekstach skupiając się na tematach związanych ze zdrowiem. Pisała także osobiste eseje na temat życia rodzinnego.
W latach 2004–2009 pracowała jako asystentka profesora w University of Akron na pełny etat.
Zaczęła pisać ponownie, gdy jej synowie stali się nastolatkami. Jako pierwszy powstał cykl Kroniki dziedziców. W trakcie pisania pierwszego tomu zaczęła pracować też nad Star-Marked Warder, książką high fantasy dla dorosłych. Nigdy jednak książka nie została wydana, ponieważ Kroniki dziedziców jako pierwsze znalazły swojego wydawcę. Powieść została jednak przerobiona na dzieło dla młodych dorosłych i została wydana jako cykle Siedem królestw oraz Starcie królestw.

## Życie prywatne
Mieszka w Ohio z mężem, Rodem Chima oraz dwoma synami o imionach Eric i Keith.

## Publikacje

### Kroniki dziedziców
- Dziedzic Wojowników (ang. The Warrior Heir, ISBN 978-83-62170-57-9)
- Dziedzic Czarodziejów (ang. The Wizard Heir, ISBN 978-83-64297-04-5)
- Dziedzic Smoka (ang. The Dragon Heir, ISBN 978-83-64297-18-2)
- Dziedzic Zaklinaczy (ang. The Enchanter Heir, ISBN 978-83-64297-33-5)
- Dziedziczka Guślarzy (ang. The Sorcerer Heir, ISBN 978-83-64297-48-9)

### Siedem królestw
- Król demon (ang. The Demon King, ISBN 978-83-62170-26-5)
- Wygnana królowa (ang. The Exiled Queen, ISBN 978-83-62170-33-3)
- Tron Szarych Wilków (ang. The Gray Wolf Throne, ISBN 978-83-62170-40-1)
- Karmazynowa korona (ang. The Crimson Crown, ISBN 978-83-62170-61-6)

### Starcie królestw
- Zaklinacz ognia (ang. Flamecaster, ISBN 978-83-7515-427-6)
- Shadowcaster (ISBN 978-0-06-238097-5)
- Stormcaster (ISBN 978-0-06-281981-9)